# Tour de Suisse
Tour de Suisse, på svenska även Schweiz runt, är ett etapplopp inom cykelsporten som cyklas i Schweiz i juni varje år och som är en del av UCI Pro Tour.
Schweiz runt eller Dauphiné Libéré används ofta av tävlingscyklisterna som uppladdning för Tour de France då Schweiz runt likt Tour de France erbjuder en backig och utmanande banprofil. Vilket bevisas av att Tour de France-segrare som Eddy Merckx och Jan Ullrich båda vunnit Schweiz runt.
Schweiz runt anses av många vara det finaste och mest prestigefyllda etapploppet efter de tre Grand tours.
Den första upplagan genomfördes 1933 med Max Bulla, Österrike, som vinnare. Italienaren Pasquale Fornara har rekordet i antal vinster i tävlingen med fyra segrar (1952, 1954, 1957, 1958). Schweizarna Ferdi Kübler och Hugo Koblet, samt portugisen Rui Costa har alla vunnit tävlingen tre gånger under sina karriärer.
1986 var Stefan Brykt, Sverige 7:a sammanlagt i loppet då han tävlade för det italienska stallet Sammontana Bianchi.

## Segrare
- 2024  Adam Yates
- 2023  Mattias Skjelmose
- 2022  Geraint Thomas
- 2021  Richard Carapaz
- 2020 Inställt[1]
- 2019  Egan Bernal
- 2018  Richie Porte
- 2017  Simon Špilak
- 2016  Miguel Ángel López
- 2015  Simon Špilak
- 2014  Rui Costa
- 2013  Rui Costa
- 2012  Rui Costa
- 2011  Levi Leipheimer
- 2010  Fränk Schleck
- 2009  Fabian Cancellara
- 2008  Roman Kreuziger
- 2007  Vladimir Karpets
- 2006  Koldo Gil[2]
- 2005  Aitor González
- 2004  Jan Ullrich
- 2003  Aleksandr Vinokurov
- 2002  Alex Zülle
- 2001  Gilberto Simoni[3]
- 2000  Oscar Camenzind
- 1999  Francesco Casagrande
- 1998  Stefano Garzelli
- 1997  Christophe Agnolutto
- 1996  Peter Lüttenberger
- 1995  Pavel Tonkov
- 1994  Pascal Richard
- 1993  Marco Saligari
- 1992  Giorgio Furlan
- 1991  Luc Roosen
- 1990  Sean Kelly
- 1989  Beat Breu
- 1988  Helmut Wechselberger
- 1987  Andy Hampsten
- 1986  Andy Hampsten
- 1985  Phil Anderson
- 1984  Urs Zimmermann
- 1983  Sean Kelly
- 1982  Giuseppe Saronni
- 1981  Beat Breu
- 1980  Mario Beccia
- 1979  Wilfried Wesemael
- 1978  Paul Wellens
- 1977  Michel Pollentier
- 1976  Hennie Kuiper
- 1975  Roger De Vlaeminck
- 1974  Eddy Merckx
- 1973  José Manuel Fuente
- 1972  Louis Pfenninger
- 1971  Georges Pintens
- 1970  Roberto Poggiali
- 1969  Vittorio Adorni
- 1968  Louis Pfenninger
- 1967  Gianni Motta
- 1966  Ambrosio Portalupi
- 1965  Franco Bitossi
- 1964  Rolf Maurer
- 1963  Giuseppe Fezzardi
- 1962  Hans Junkermann
- 1961  Attilio Moresi
- 1960  Freddy Rüegg
- 1959  Hans Junkermann
- 1958  Pasquale Fornara
- 1957  Pasquale Fornara
- 1956  Rolf Graf
- 1955  Hugo Koblet
- 1954  Pasquale Fornara
- 1953  Hugo Koblet
- 1952  Pasquale Fornara
- 1951  Ferdi Kübler
- 1950  Hugo Koblet
- 1949  Gottfried Weilenmann
- 1948  Ferdi Kübler
- 1947  Gino Bartali
- 1946  Gino Bartali
- 1943-1945 inställt
- 1942  Ferdi Kübler
- 1941  Josef Wagner
- 1940 inställt
- 1939  Robert Zimmermann
- 1938  Giovanni Valetti
- 1937  Karl Litschi
- 1936  Henri Garnier
- 1935  Gaspard Rinaldi
- 1934  Ludwig Geyer
- 1933  Max Bulla